# リス・ハルテル
リス・ハルテル（デンマーク語: Lis Hartel、1921年3月14日 - 2009年2月12日）は、デンマークのコペンハーゲン出身の女性馬術選手。
1952年ヘルシンキオリンピックおよび1956年メルボルンオリンピック（ただし馬術競技はストックホルムで開かれた）と、夏季オリンピックで合計2個の銀メダルを獲得した。特にヘルシンキ大会では、馬術競技が軍人以外の男子と女子の参加が認められた最初の大会ということもあり、ハルテルが同競技初の女性メダリストとなった。
ハルテルは、ポリオにより膝から下が麻痺していた。このため、馬に乗るにも降りるにも介助が必要な状態であったが、オリンピックでメダルを獲得している。また、ハルテルはデンマークの馬術界において大きな影響力を有していた。
ハルテルは治療的乗馬（Therapeutic riding）の学校に関する運動を開始し、多くの賞賛を得た。一例として、オランダでは学校の一つに彼女の名前が付けられている。